# Altweltotter
Die Altweltotter (Lutra) sind eine Raubtiergattung aus der Unterfamilie der Otter (Lutrinae) innerhalb der Familie der Marder (Mustelidae). Die Gattung umfasst drei Arten: den auch in Europa lebenden Eurasischen Fischotter (Lutra lutra), den Japanischen Fischotter (Lutra nippon) und den Haarnasenotter (Lutra sumatrana).

## Allgemeines
Altweltotter haben einen langgestreckten, walzenförmigen Körper mit kurzen Beinen und einem dicken, muskulösen Schwanz. Der Kopf ist rundlich, die Schnauze stumpf; die kleinen Ohren und die Nasenlöcher können unter Wasser verschlossen werden. Ihr dichtes, wasserabweisendes Fell ist bräunlich gefärbt, die Unterseite ist heller und die Kehle kann weißlich gefärbt sein. Diese Tiere erreichen eine Kopfrumpflänge von 50 bis 82 Zentimetern, eine Schwanzlänge von 33 bis 50 Zentimeter und ein Gewicht von 5 bis 14 Kilogramm, wobei die Männchen schwerer werden als die Weibchen.
Diese Tiere sind in ihrem Lebensraum auf die Nähe von Wasser angewiesen, meistens finden sie sich am Süßwasser, seltener auch in Mündungsgebieten von Flüssen oder an Meeresküsten. Sie können tag- oder nachtaktiv sein, sind jedoch eher bei Nacht auf Nahrungssuche. Tagsüber verbergen sie sich in ihrem Bau am Ufer, sie sind ausgezeichnete Schwimmer und Taucher.
Ihre Nahrung besteht aus Fischen, Fröschen, Krebstieren, manchmal nehmen sie auch Wasservögel und kleine Säugetiere zu sich.

## Systematik
Die Gattung umfasst drei Arten:
- den Eurasischen Fischotter (Lutra lutra)
- den Japanischen Fischotter (Lutra nippon)
- den Haarnasenotter (Lutra sumatrana) in Südostasien

Der Fleckenhalsotter (Hydrictis  maculicollis) wird teils ebenfalls in diese Gattung gestellt, aktuell aber als eine eigene monotypische Gattung geführt.

## Belege
1. ↑  Don E. Wilson & DeeAnn M. Reeder (Hrsg.): Lutra (Memento vom 5. März 2016 im Internet Archive) in Mammal Species of the World. A Taxonomic and Geographic Reference (3rd Edition)
2. ↑   Hydrictis maculicollis (Memento vom 28. Januar 2017 im Internet Archive) in Wilson & Reeder's Mammal Species of the World (3rd ed)